# Étain
Étain è un comune francese di 3 837 abitanti situato nel dipartimento della Mosa nella regione del Grand Est.

## Società

### Evoluzione demografica

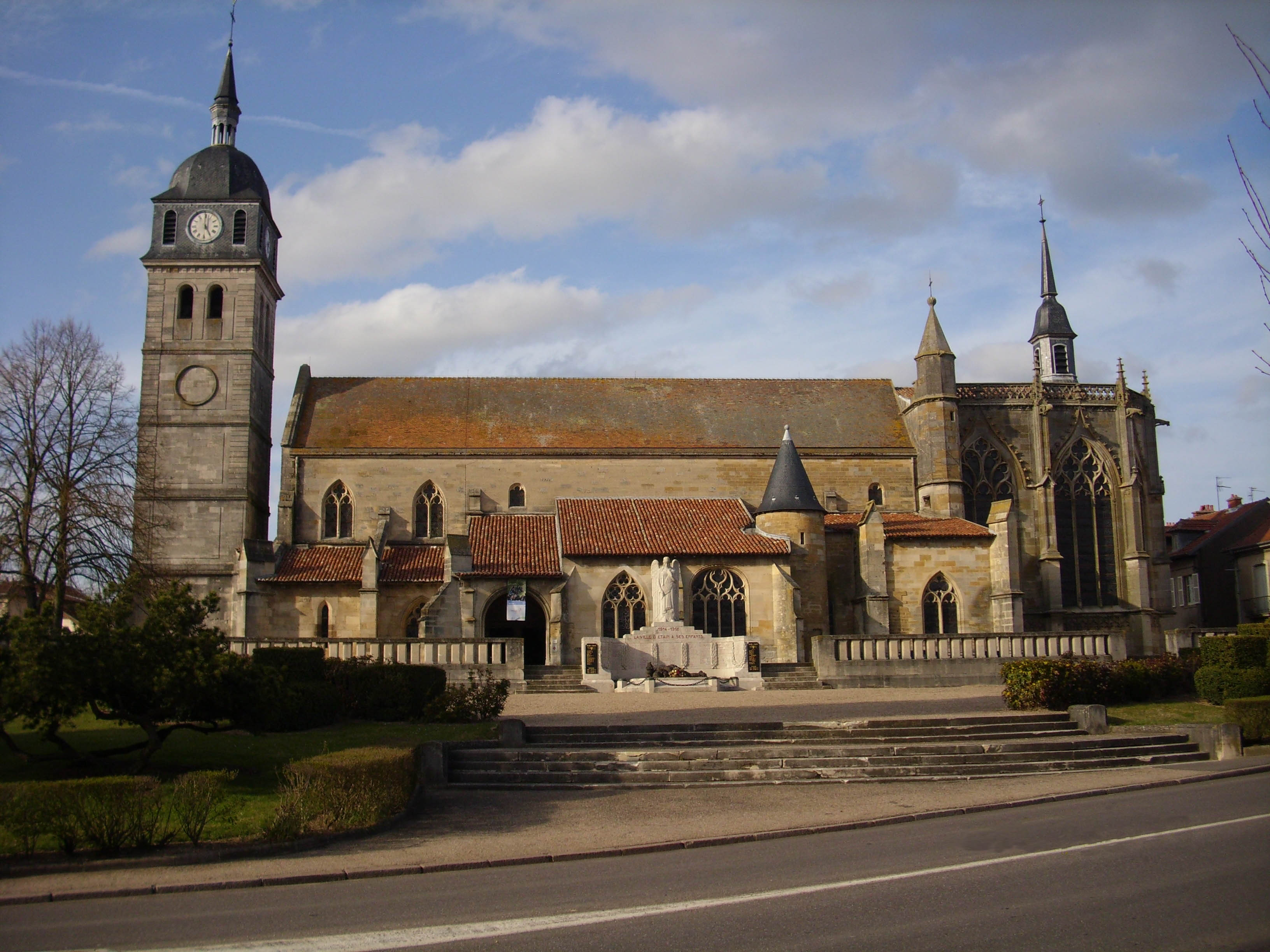
La chiesa Saint-Martin

Abitanti censiti